# Conspirations
Pour les articles homonymes, voir Conspiration (homonymie).
Ne pas confondre avec Conspiracy X, jeu de rôle sorti aux États-Unis en 1996 et publié en français en 1999.
Conspirations (Over The Edge en anglais), est un jeu de rôle créé en 1992 par Jonathan Tweet (coauteur du jeu Ars Magica). Édité sous licence Atlas Games, il est sorti en français chez Halloween Concept en 1995. Il a été traduit par Tristan Lhomme et la couverture est de l'auteur-dessinateur de bande dessinée Andreas.
Il a connu trois éditions en version originale.

## Univers
Ce jeu est à la lisière du monde réel. Les personnages joueurs sont censés s'immerger corps et âmes dans une atmosphère de danger surréel.
Le Festin nu, roman de William S. Burroughs, est l'une des principales sources d'inspirations, ceci au même titre que les séries télévisées La Quatrième Dimension et Mystères à Twin Peaks ou les ouvrages de Borges et de Philip K. Dick.
Le terrain de jeu est une île nommée Al Amarja où l'imagination débridée du « Modérateur », autrement dit le maître de jeu, pourra s'ébattre et faire vivre au personnage joueur (PJ) des expériences contemporaines mais fantastiques.

## Gamme en français
- Conspirations, livre de base (1995)
- Écran pour Conspirations, avec des scénarios (1995)
- Al Amarja, illustré par Pierre Lepivain, qui est la dernière extension éditée en français (1996)